# Lomtjärnen (Grythyttans socken, Västmanland, 662162-143737)
Lomtjärnen är en sjö i Hällefors kommun i Västmanland och ingår i Norrströms huvudavrinningsområde.